# Helmut Gernsheim
Helmut Erich Robert Kuno Gernsheim (Múnich, Alemania, 1 de marzo de 1913 - Lugano, Suiza, 20 de julio de 1995) fue un historiador del arte, fotógrafo y coleccionista británico, pionero en la investigación de la historia de la fotografía.

## Biografía
Nació en Múnich y estudió historia del arte en la Universidad de Múnich y entre 1934 y 1936 en la escuela estatal de fotografía de Baviera, que estaba en la misma ciudad y en la que hizo también un curso sobre fotografía en color con Uvachrome. Sus estudios de fotografía se debieron en parte al consejo de su hermano que vivía en Londres. En julio de 1937 fue a exponer sus fotografías en la Feria mundial de París y desde allí se trasladó a Londres para realizar una serie de reproducciones de cuadros de la National Gallery para la empresa Uvachrome de Múnich, y entonces fijó su residencia en esta ciudad. Al estallar la Segunda Guerra Mundial, fue recluido en un campo de internamiento en Huyton, cerca de Liverpool, aunque pronto fue trasladado a Sídney y de allí a varios campos australianos: Hay, Orange y Tatura, hasta ser liberado en noviembre de 1941, cuando pudo trasladarse a Londres, donde realizó reportajes sobre edificios históricos para el National Buildings Records que tuvieron gran aceptación, pero en 1947 abandonó la fotografía profesional para dedicarse al coleccionismo.
En abril de 1942 se casó con Alison y en 1946 se naturalizó británico. Entre 1940 y 1952 formó parte de la Royal Photographic Society, aunque renunció al considerar que mantenía unos principios retrógrados. Desde que en 1945, animado por Beaumont Newhall, se interesara por el coleccionismo, realizó diversas adquisiciones como la heliografía titulada Vista desde la ventana en Le Gras, que está considerada como la fotografía permanente conocida más antigua que en 1952 encontró y compró. Sin embargo, quizá su descubrimiento de una cámara original de Niepce se pueda considerar su descubrimiento más importante. La conservación de la obra de Lewis Carroll es también uno de sus logros.
Uno de sus primeros trabajos escritos fue publicado en 1942, cuando aún ejercía como fotógrafo profesional, con el título de New Photo Vision y en él exponía ideas próximas al movimiento de la nueva objetividad, que fueron muy discutidas en los círculos fotográficos más tradicionales. Su texto más destacado fue The History of Photography from the Earliest Use of the Camera Obscura in the Eleventh Century up to 1914 de 1955 que lo escribió en colaboración con su esposa Alison y del que escribieron una versión reducida y revisada en 1965 titulada A concise history of photography y otra revisión en 1969 titulada The History of Photography from the Camera Obscura to the Beginning of the Modern Era. Otro texto que despertó gran interés fue Creative Photography: Aesthetic Trends, 1839-1960 publicado en 1962, que permitió dar a conocer a los fotógrafos británicos otras tendencias poco conocidas.
A lo largo de su vida recibió numerosos premios y reconocimientos por su trabajo, entre los que se puede destacar el premio de cultura de la asociación alemana de fotografía de 1959, o la medalla David Octavius Hill de 1983. En 1961 vendió su colección de más de 50.000 fotografías, unos 3.000 libros y 300 elementos fotográficos al Harry Ramson Center de la Universidad de Texas en Austin. Falleció con 82 años en Lugano.